# Gunnar Berntsen
Gunnar Berntsen (* 30. Oktober 1977 in Frankfurt (Oder)) ist ein ehemaliger deutscher Fußballtorwart.
Berntsen spielte zu Beginn seiner Fußballkarriere für den Frankfurter FC Viktoria. 2000 wechselte er zum Bundesligaaufsteiger FC Energie Cottbus. Die ersten beiden Saisons kam er nicht zum Einsatz. Sein Debüt in Deutschlands höchster Spielklasse gab Berntsen am 33. Spieltag der Saison 2002/03. Er bekam von Trainer Eduard Geyer den Vorzug vor Stammtorhüter André Lenz. Der FC Energie stand zu diesem Zeitpunkt bereits als Absteiger in die 2. Fußball-Bundesliga fest. Auch am letzten Spieltag durfte Berntsen für die Cottbuser auflaufen.
André Lenz verließ nach der Saison den Verein und Trainer Geyer vertraute zuerst auf den Routinier Tomislav Piplica als Stammtorhüter und später auf den neu verpflichteten Georg Koch. Berntsen kam nur am ersten Spieltag zu einem knapp 30-minütigen Kurzeinsatz. Nach der Saison verließ Georg Koch den Verein und Berntsen war hinter Piplica erneut die Nummer zwei. Nach einem Kreuzbandriss in der Vorsaison hatte er wieder Anschluss gefunden. Am dritten Spieltag der Saison 2004/05 verletzte sich Piplica und so stand Berntsen bis zur Winterpause im Tor der Cottbuser. In der Winterpause zog er sich erneut einen Kreuzbandriss zu und fiel somit bis zum Saisonende aus. Cottbus verlängert zwar den Vertrag mit Berntsen um ein Jahr, zu einem weiteren Profieinsatz kam er jedoch nicht. 2006 beendete Berntsen seine Fußballkarriere.
2015 promovierte Berntsen an der Brandenburgischen Technischen Universität.